# Mlýn Janderov
Automatický mlýn Janderov se nalézá v chrudimské místní části Presy na pravém břehu řeky Chrudimky asi 2 km od centra.

## Historie
První písemná zmínka o vodním mlýnu pochází z roku 1570. Po roce 1920 byl mlýn zmodernizován a předělán na pohon elektrickou energií částečně z vlastní malé vodní elektrárny, částečně z elektrické sítě. V letech 1963 – 1996 bylo ve mlýně zřízeno samostatné odborné učiliště pro obor mlynář. Mlýn provozuje firma Mlýn Janderov, spol. s r. o. Ve mlýně se na válcových stolicích mele pšenice a žito. Jelikož obě linky některé součásti sdílejí, mele se vždy v jednu chvíli buď pšenice nebo žito.